# Połowinnoje (rejon krasnoziorski)
Połowinnoje (ros. Половинное) – wieś (dieriewnia) w Rosji, w obwodzie nowosybirskim, w rejonie krasnoziorskim. W 2010 liczyła 3022 mieszkańców.